# Mut (district)
Mut is een Turks district in de provincie Mersin en telt 66.356 inwoners (2007). Het district heeft een oppervlakte van 2517,9 km². Hoofdplaats is Mut.
De bevolkingsontwikkeling van het district is weergegeven in onderstaande tabel.
| 1997   | 2000   | 2007   |
| ------ | ------ | ------ |
| 68.363 | 74.373 | 66.356 |